# Candyman (singel Christiny Aguilery)
Candyman – piosenka swingowa stworzona na trzeci album studyjny amerykańskiej piosenkarki Christiny Aguilery pt. Back to Basics (2006). Wyprodukowany przez Lindę Perry, utwór wydany został jako trzeci singel promujący płytę dnia 20 lutego 2007 roku. W grudniu 2007 utwór nominowany został do nagrody Grammy w kategorii najlepszy żeński występ pop.
Singel odniósł umiarkowany sukces komercyjny, okupując głównie pozycje w Top 20 lub Top 30 światowych list przebojów. „Candyman” zajął 25. miejsce w notowaniu Billboard Hot 100, był wysoko notowany w niektórych zestawieniach europejskich (uplasował się na pozycji ósmej na liście przebojów singlowych we Włoszech czy jedenastej w Niemczech), prawdziwym przebojem okazał się jednak w krajach Oceanii (miejsca 2. w Australii i Nowej Zelandii). Odbiór utworu przez krytyków muzycznych był pozytywny. Teledysk, nawiązujący do tradycji Technicoloru oraz kultury Stanów Zjednoczonych doby lat 40., uzyskał wsparcie krytyki oraz został wyróżniony laurami muzycznymi, w tym nominacją do MTV Video Music Award.

## Informacje o utworze

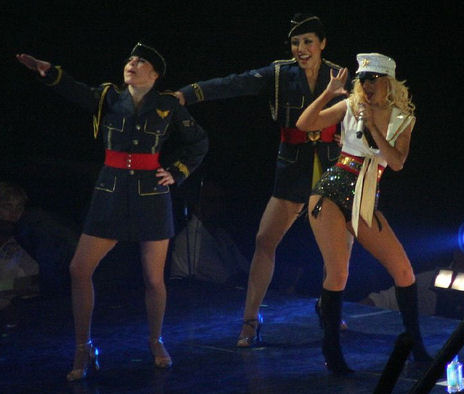
Christina Aguilera wykonuje utwór „Candyman” podczas trasy koncertowej Back to Basics Tour.

„Candyman” jest kompozycją replikującą styl muzyczny charakterystyczny dla lat 40. XX wieku. Utwór, nagrany w pierwszej połowie roku 2006, opiera się na klasycznym szlagierze z 1941 r. „Boogie Woogie Bugle Boy”, wykonywanym przez The Andrews Sisters, i jest hołdem złożonym tercetowi. Piosenka została zmieniona wyłącznie pod kątem lirycznym; do klasycznej melodii nowy tekst stworzyły Christina Aguilera oraz Linda Perry (także producentka „Candyman”). Utwór zawiera wojskową przyśpiewkę „Tarzan i Jane kołyszą się na lianie”, często śpiewaną przez kadetów, zaczerpniętą z albumu Run to Cadence with the U.S. Marines, Volume 2. Nagrany został w stylistyce swingu, soulu oraz bluesa, zawiera elementy charakterystyczne dla jazzu, muzyki pop oraz doo woop. Mimo aranżacji typowej dla muzyki z pierwszej połowy XX stulecia, powstało kilka oficjalnych remiksów utworu, między innymi w wykonaniu producenta RedOne’a. Wersje remiksowe zyskały popularność w amerykańskich klubach i dyskotekach. Pod koniec piosenki głos Aguilery sięga oktawy E5. Artystka w pełni utrzymuje ten rejestr przez około osiem sekund. W najniższych rejestrach wokalistka sięga oktawy G5. Sama piosenka skomponowana została w tonacji E-dur oraz oparta na schemacie metrycznym i umiarkowanie szybkich ruchach 86 uderzeń na minutę. „Candyman” rozpoczyna się fragmentem wojskowej przyśpiewki: „Tarzan i Jane kołyszą się na lianie; popijają z butelki wódki podwójne wino”. Tekst utworu dotyczy natomiast stosunku płciowego.

### Obecność w kulturze masowej
Utwór został wykonany przez bohaterki serialu telewizyjnego FOX Glee, w odcinku sezonu trzeciego pt. „Pot O’ Gold” (2011). W maju 2016 roku wokalistka Agnieszka Twardowska zaśpiewała „Candyman” podczas jednego z odcinków programu typu talent show Twoja twarz brzmi znajomo. Wcześniej, w listopadzie 2015, piosenkarka Violeta Tarasovienė zinterpretowała utwór na łamach litewskiej edycji programu, Muzikinė kaukė. W styczniu 2018 roku wyemitowany został odcinek programu Lip Sync Battle, honorujący katalog muzyczny Aguilery. W ramach odcinka aktor Taye Diggs wystąpił z piosenkami „Beautiful” i „Candyman”; całemu show przyglądała się obecna w studio nagraniowym Aguilera. W tym samym miesiącu w Moskwie odbyły się Mistrzostwa Europy w Łyżwiarstwie Figurowym, podczas których zawodnicy Jewgienija Tarasowa i Władimir Morozow występowali przed publicznością przy utworach „Candyman” i „Nasty Naughty Boy”.

## Wydanie singla
Początkowo „Candyman” miał zostać wydany jako drugi singel promujący album Back to Basics, jednak wytwórnia płytowa przesunęła datę premiery piosenki z przyczyny wydania singla „Hurt” jako drugiego utworu prezentującego album, mając nadzieję, że utwór ten powtórzy sukces ballady Aguilery z roku 2002 „Beautiful” i stanie się świątecznym hitem. „Candyman” wydany został dnia 20 lutego 2007 roku na amerykański rynek muzyczny, pomimo tego, że wokalistka zaprezentowała utwór już w grudniu podczas imprezy New Year’s Rockin’ Eve. 7 kwietnia 2007 singel opublikowano w Australii i krajach Europy.
Piosenka zadebiutowała na pozycji 99. notowania Billboard Hot 100 i po siedmiu tygodniach od debiutu, jako najwyższe, zajęła miejsce dwudzieste piąte, tworząc z utworu czternastą kompozycję Aguilery, która znalazła się w Top 40 oficjalnego amerykańskiego notowania. Singel plasował się także na innych listach wydawanych przez magazyn Billboard, w tym Adult Contemporary Chart (miejsce dziewiętnaste), Top 40 Mainstream (Pop Songs) (dwudzieste trzecie), Pop 100 (pozycja #19) oraz Hot Dance Singles Sales (#2). W Kanadzie utwór zajął miejsce dziewiąte zestawienia najlepiej sprzedających się singli oraz pozycję dziesiątą na liście najpopularniejszych piosenek radiowych. W Wielkiej Brytanii „Candyman” wydany został tylko w formacie digital download, zajmując pozycję siedemnastą w tamtejszym oficjalnym notowaniu UK Singles Chart oraz sprzedając się w postaci stu tysięcy egzemplarzy za pośrednictwem Internetu. Piosenka najwyższe pozycje zanotowała na oficjalnych listach przebojów w Oceanii, zdobywając szczytne drugie miejsce zarówno w Australii, jak i Nowej Zelandii. Sam utwór przez ponad piętnaście tygodni zajmował pozycje w Top 10 oficjalnego australijskiego zestawienia najlepiej sprzedających się singli.

## Opinie

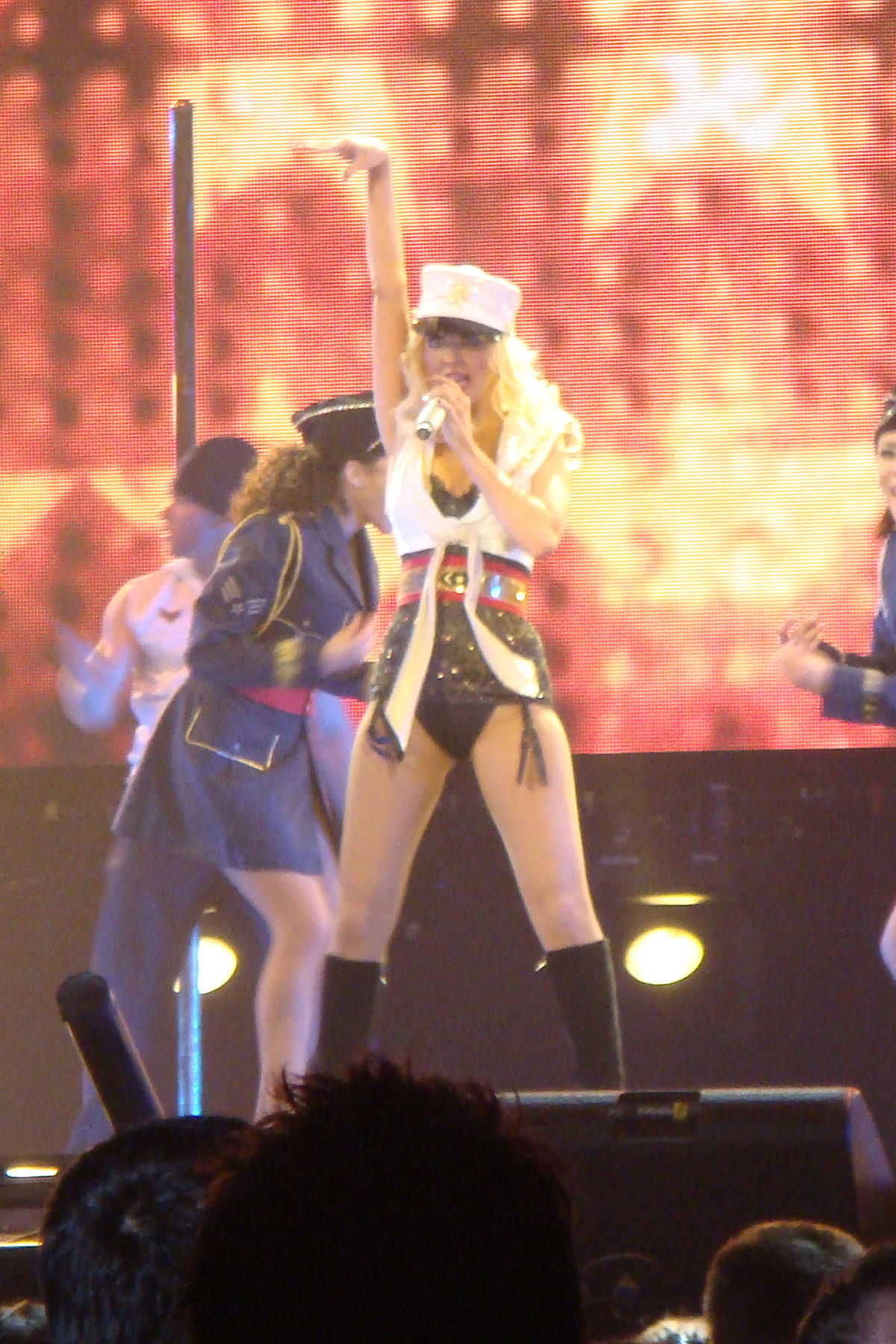
Aguilera w stroju podobnym do kostiumu z teledysku do utworu „Candyman”.

Serwis internetowy Top10HM uwzględnił piosenkę w rankingu dziesięciu najlepszych singli Christiny Aguilery. Redaktorzy portalu PopCrush.com umieścili „Candyman” na trzecim miejscu podobnego zestawienia. Christopher Rosa, dziennikarz witryny thecelebritycafe.com, na liście najlepszych kompozycji z dyskografii Aguilery przypisał utworowi pozycję trzecią, uznając, że „Candyman” jest „w pięćdziesięciu procentach flirciarski, w pięćdziesięciu procentach lubieżny i w stu procentach boski”. Według redaktorów strony internetowej the-rockferry.onet.pl, „Candyman” to jedna z trzydziestu najlepszych kompozycji nagranych przez Aguilerę w latach 1997–2010. Serwis Pausa Dramática okrzyknął nagranie jako jeden z najlepszych utworów popowych w dziejach muzyki. W sierpniu 2014 roku Jason Lipshutz, redaktor magazynu Billboard, uznał singel za jeden z dwudziestu największych hitów Aguilery w Stanach Zjednoczonych. Jason Scott (Popdust) wierzył, że piosenka dowodzi, z jaką łatwością manewruje Aguilera pomiędzy gatunkami muzycznymi.
Serwis Koncertomania wskazał kompozycję jako jedną z dziesięciu najlepszych w dorobku Aguilery.

### Recenzje
Profesjonalni krytycy w swych recenzjach często prawią Aguilerze i Perry komplementy za autentyczną replikację starego stylu. Bill Lamb, związany z portalem internetowym About.com, przy okazji omówienia singla „Candyman”, docenił go oraz uznał jego wykonawczynię za „jedną z najważniejszych artystek w branży muzycznej”. Według Daryla D., recenzenta witryny Blogcritics.org, „Candyman” to „jeden z najlepszych i najbardziej uzależniających utworów, jakie kiedykolwiek pojawiły się na Ziemi”. Jak napisał pamflecista, „tekst piosenki jest prosty i kiczowaty, co zresztą jest jej największą zaletą”. Witryna Yahoo! Music przyznała piosence ocenę w postaci ośmiu na dziesięć gwiazdek. Autor internetowej strony musicaddiction2.com wydał singlowi pozytywną ocenę: „'Candyman’ to niesłychanie zabawny utwór! Przywraca klimat lat 40. w doskonały sposób, głównie przy pomocy orkiestry dętej (...). Podoba mi się, w jaki sposób kompozytorzy wykorzystali w piosence przyśpiewkę 'Tarzan & Jane Swingin’ on a Vine’, a wersy jak ‘He’s a one top shop, with a real big... uh’ są naprawdę seksowne”. Dziennikarka pisząca dla gazety Rolling Stone nazwała „Candyman” utworem „zabawnym” i „niegrzecznym”, wskazując przy tym podobieństwo nagrania do szlagieru „Boogie Woogie Bugle Boy” The Andrews Sisters. Zdaniem Chucka Taylora (Billboard), trzeci singel promujący piąty album Aguilery to „sprośna” piosenka, której siłą są mocne wokale. Pisząc w kontekście singla „Candyman” i jego odśpiewania przez Aguilerę, Taylor uznał, że „tylko kilkoro artystów popkulturowych jest w stanie zdobyć się na tak chwalebny wyczyn”. Amanda Murray z serwisu Sputnikmusic.com przyrównała utwór do piosenki zespołu Spice Girls „The Lady Is a Vamp” (1997) oraz chwaliła jego „zabawowe” tempo. Pracujący z pismem Tampa Bay Times pamflecista Sean Daly był pozytywnie nastawiony względem piosenki; docenił jej wykonanie przez Aguilerę oraz niecenzuralny tekst. Scott Mervis (Pittsburgh Post-Gazette) komplementował utworowi jako „najbardziej swingowemu singlowi od czasu skoków, tańca i zawodzenia Briana Setzera”, a Stephen Thomas Erlewine (AllMusic) wymienił „Candymana” wśród najlepszych, swoim zdaniem, kompozycji na albumie Back to Basics. Recenzując ową płytę dla portalu BBC Music, Lucy Davis wskazała „Candymana” i „I Got Trouble” jako dwa najbardziej old-schoolowe utwory z całej tracklisty. Lola, publicystka współtworzącej dział „Muzyka” w ramach witryny Wirtualna Polska, stwierdziła, że trzeci singel Aguilery z albumu Back to Basics jest „rockandrollowy”. Negatywne omówienie wystawił singlowi krytyk współpracujący z dziennikiem The Guardian, pisząc, że „Candyman” to „okropna kreacja, prezentująca Aguilerę w zniekształcony, disneyowski sposób, w której im większa radość wypełnia wokalistkę, tym bardziej przerażająca się ona staje”.

## Teledysk
Klip do singla nagrywany był dnia 28 stycznia 2007 roku, reżyserowany przez fotografa Matthew Rolstona i współreżyserowany przez Christinę Aguilerę. Artystka zaprosiła Rolstona do współpracy wkrótce po zakończeniu ich sesji zdjęciowej do magazynu Rolling Stone. Tematyka wideoklipu opiera się na latach 40. dwudziestego wieku, stanowi odwołanie do kultury tego okresu, w tym żołnierskich potańcówek przygotowywanych przez United Service Organizations. Kolorystyka teledysku nawiązuje do filmów z tego okresu kręconych metodą Technicolor; montaż obrazu skupia się na barwach podstawowych oraz rozjaśnionych kolorach drugorzędnych. W celu utrzymania realiów, wokalistka wynajęła lotnisko w Hiszpanii, gdzie następnie teledysk powstawał. Dodatkowe ujęcia kręcono również w hangarze samolotowym na północy Kalifornii.
W wideoklipie artystka tańczy i śpiewa w trzech odcieniach koloru włosów – jako ruda, blondynka oraz szatynka, wzorując się na siostrach z tria The Andrews Sisters. Sekwencje z udziałem Aguilery w trzech różnych odsłonach powstawały najdłużej, ponieważ konieczne było farbowanie włosów wokalistki, a następnie kręcenie scen pod wieloma kątami kamery, która sterowana była komputerowo, celem zachowania precyzji. W jednej ze scen Aguilera pojawia się w kawiarni w ubiorze niczym z plakatu propagandowego „We Can Do It!” firmy Westinghouse Electric Company; jej wygląd oparty został na ikonicznej postaci Rosie the Riveter. Inne kadry z klipu prezentują piosenkarkę jako dziewczynę w stylu pin-up inspirowaną przez aktorki Judy Garland, Ritę Hayworth i Betty Grable. Swój wizerunek Aguilera oparła także na gwiazdach filmowych – Grecie Garbo i Veronice Lake. W teledysku gościnnie wystąpiło rodzeństwo – Benji i Lacey Schwimmerowie, znani z udziału w programie So You Think You Can Dance (amerykański odpowiednik TVN-owskiego talent show You Can Dance – Po prostu tańcz!). Benji Schwimmer, zwycięzca edycji z roku 2006, partneruje Aguilerze w tańcu, natomiast jego siostra występuje jako sprzedawczyni słodyczy. Męscy modele zostali zatrudnieni do ról żołnierzy piechoty powietrznej. Jako jeden z wojskowych wystąpił w wideoklipie tancerz, aktor i uczestnik programów typu reality show Kenny Wormald. Choreografię do klipu stworzył Jeri Slaughter, pracujący już z Aguilerą przy wielu jej poprzednich wideoklipach („Dirrty” czy „Ain’t No Other Man”). Układy taneczne zaaranżowano w staranny sposób, tak aby kolejne ruchy tancerzy nie pokrywały się ze sobą oraz by ujęcia mogły łączyć się ze sobą w gotowym klipie. Pracę Slaughtera wyróżniono nagrodą specjalną na ceremonii Annual Choreographer Media Honors w 2008 roku W wideoklipie zawarto product placement mediolańskiego napoju alkoholowego Campari.

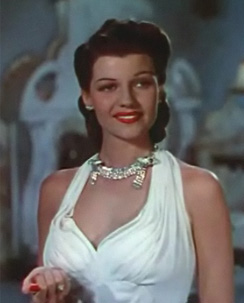
Wizerunek Rity Hayworth w filmie Krew na piasku (1941) posłużył Aguilerze za inspirację do zrealizowania teledysku.

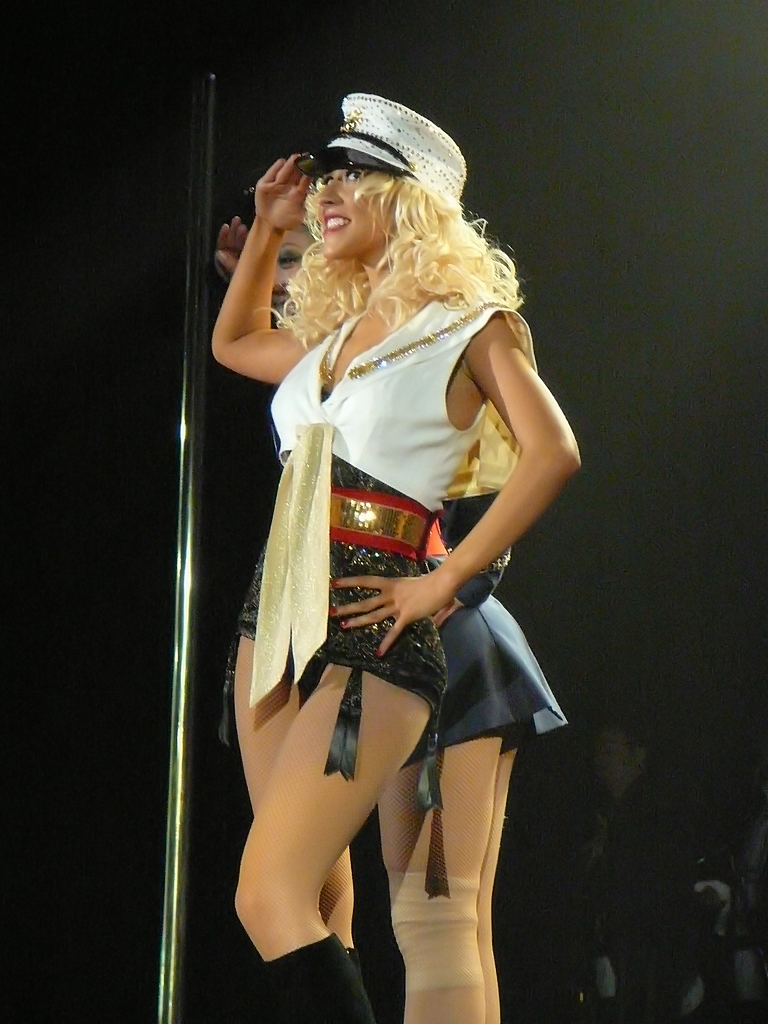
Aguilera w trakcie Back to Basics Tour.

Klip miał premierę dnia 22 lutego 2007 roku w programie Total Request Live stacji MTV. Zadebiutował na szóstej pozycji zestawienia najpopularniejszych teledysków TRL, aby po kilku notowaniach czterokrotnie znajdować się na szczycie zestawienia. Wideoklip „Candyman” przyniósł Aguilerze nominację do MTV Video Music Award w kategorii najlepsza reżyseria. Do nagrody artystka nominowana była wspólnie ze współrealizatorem, Matthew Rolstonem. Montaż i scenografia wyróżniono także na galach 2007 OVMA Awards oraz 2009 MVPA Video Awards, a sam klip nominowano do nagrody za najlepszy teledysk międzynarodowego artysty podczas '07 MuchMusic Video Awards. Amerykańska stacja telewizyjna Fuse uwzględniła wideo w rankingu najseksowniejszych teledysków w historii muzyki, zaś Sal Cinquemani (Slant Magazine) wskazał „Candyman” jako najlepszy teledysk z ery płyty Aguilery Back to Basics. Klip do utworu „Candyman”, opublikowany przez oficjalny kanał VEVO Christiny Aguilery w serwisie YouTube, został odtworzony ponad dwieście dziesięć milionów razy (stan na czerwiec 2019).

### Współtwórcy
- Reżyseria: Matthew Rolston; współpraca reżyserska: Christina Aguilera[48][39][38]
- Produkcja: Barbara Benson[48][39]
- Zdjęcia: Karsten „Crash” Gopinath[49][50][38]
- Montaż: David Checel[39][50]
- Scenografia: Zach Mathews[38]
- Tancerze/aktorzy: Christina Aguilera[50], Benji Schwimmer[50][38], Lacey Schwimmer[38], Tiana Brown[51], Kenny Wormald[41], Nolan Padilla[52], Kevin Wilson[53] i in.
- Choreografia: Jeri Slaughter[42]
- Efekty wizualne: Andy Davis[38], RIOT[50][54]
- Wytwórnia: Radical Media[48][39]

## Promocja i wykonania koncertowe
W 2006 roku „Candyman”, razem z piosenkami „Oh Mother” i „Understand” z albumu Back to Basics, zostały odśpiewane przez Christinę Aguilerę w specjalnym programie telewizji MTV, poświęconym wokalistce. Grudniem 2006 Aguilera promowała utwór podczas świątecznej imprezy koncertowej New Year’s Rockin’ Eve, na której, poza nią, wystąpili także inni uznani artyści muzyczni. W 2007 wokalistka wystąpiła z piosenką podczas kilku audycji telewizyjnych, w tym w programach typu talk show stacji NBC: The Tonight Show i The Ellen DeGeneres Show, a także na gali rozdania nagród Muz-TV Awards w Moskwie oraz NBA All-Star Game w Las Vegas.
Od listopada 2006 do lipca 2007 Aguilera koncertowała z utworem w tournée po Europie, Ameryce Północnej, Azji i Australii podczas Back to Basics Tour. „Candyman” był elementem segmentu trasy Circus. 22 lipca 2011 odbył się prywatny koncert dla firmy Microsoft. Wokalistka była jednym z gości muzycznych, a na scenie zaśpiewała między innymi „Candyman”. 27 listopada 2013 artystka wzięła udział w specjalnym odcinku programu The Tonight Show with Jay Leno, zorganizowanym z okazji Święta Dziękczynienia. Po udzieleniu wywiadu wykonała piosenkę „Candyman”, ubrana w strój rodem z teledysku promującego singel. 31 grudnia tego roku Aguilera dała prywatny, sylwestrowy koncert w Moskwie. Na setlistę złożyło się czternaście utworów, wśród nich single z ery albumu Back to Basics – „Candyman” i „Ain’t No Other Man”. 2 maja 2014 wokalistka wykonała utwór w trakcie New Orleans Jazz & Heritage Festival, a 27 lipca 2015 – podczas prywatnej imprezy Cisco Rocks, organizowanej przez firmę Cisco Systems. 28 maja 2016 występ artystki przed dwustutysięczną widownią zamknął marokański festiwal muzyczny Mawazine. Wśród dwudziestu odśpiewanych przez Aguilerę piosenek znalazła się „Candyman”. Dwa miesiące później, 30 lipca, Aguilera zaśpiewała utwór na koncercie inaugurującym otwarcie hali widowiskowej Black Sea Arena w Gruzji, a w lipcu 2017 wystąpiła z piosenką podczas koncertu Northwestern Mutual, odbywającego się w hali BMO Harris Bradley Center w Milwaukee. 28 kwietnia 2018 odśpiewała „Candyman” w Crystal Hall, w Baku, z okazji Grand Prix Azerbejdżanu.
Od maja do października 2019 piosenka była wykonywana podczas rezydentury The Xperience, odbywającej się w Las Vegas. Wpisano ją też na setlistę europejskiej trasy koncertowej The X Tour ('19)

## Nagrody i wyróżnienia
| Rok  | Ceremonia                         | Nagroda                                     | Rezultat  |
| ---- | --------------------------------- | ------------------------------------------- | --------- |
| 2007 | MTV Video Music Awards            | najlepsza reżyseria teledysku               | Nominacja |
| 2007 | MuchMusic Video Awards            | najlepszy teledysk międzynarodowego artysty | Nominacja |
| 2007 | OVMA Awards                       | najlepszy montaż teledysku                  | Wygrana   |
| 2008 | Grammy Awards                     | najlepszy żeński występ pop                 | Nominacja |
| 2008 | BM Awards – BAMBI’S               | najlepszy wokalny utwór pop                 | Nominacja |
| 2008 | Annual Choreographer Media Honors | najlepsza choreografia w teledysku          | Wygrana   |
| 2009 | MVPA Video Awards                 | najlepsza scenografia teledysku             | Wygrana   |

## Listy utworów i formaty singla
Ogólnoświatowy singel CD
1. „Candyman” (Album Version) – 3:14
2. „Hurt” (Snowflake Radio Remix) – 4:05

Australijski singel CD
1. „Candyman” (Single Edit) – 3:15
2. „Hurt” (Snowflake Radio Remix) – 4:09
3. „Candyman” (wideoklip)

### Oficjalne wersje
- „Album Version” – 3:14
- „Squeaky Clean Radio Edit” – 3:14
- „Offer Nissim Remix” – 8:34
- „RedOne Remix” – 3:19
- „RedOne UltiMix” – 4:20

## Twórcy
- Główne wokale: Christina Aguilera
- Producent, inżynier dźwięku i mixer: Linda Perry, współpr. Chris Wonzer, Kristofer Kaufman
- Autor: Christina Aguilera, Linda Perry
- Fortepian, gitara basowa i melotron: Linda Perry
- Bęben: Nathan Wetherington
- Trąbka: Chris Tedesco
- Puzon: Jim McMillen
- Saksofon: Ray Herrmann, Glen Berger
- Programming: Marc Jameson, współpr. Christopher Andrew Schwomeyer
- Obsługa edytora Pro Tools: Andrew Chavez

## Pozycje na listach przebojów
| Kraj/region              | Notowanie (2007)              | Wydawca                         | Najwyższa pozycja |
| ------------------------ | ----------------------------- | ------------------------------- | ----------------- |
| Argentyna                | Top 100 Airplay               | IFPI                            | 18                |
| Argentyna                | Top 100 Singles               | IFPI                            | 18                |
| Australia                | Top 100 Airplay               | AUM Report                      | 1                 |
| Australia                | Top 100 Singles               | ARIA Charts                     | 2                 |
| Austria                  | Top 75 Singles                | Ö3 Austria Top 40               | 14                |
| Belgia (Flandria)        | Top 30 Airplay                | Ultratop                        | 1                 |
| Belgia (Flandria)        | Ultratop 50                   | Ultratop                        | 11                |
| Belgia (Region Waloński) | Ultratop 40                   | Ultratop                        | 13                |
| Bułgaria                 | Official Airplay Chart        | IFPI                            | 8                 |
| Bułgaria                 | Top 40 Singles                | IFPI                            | 16                |
| Chile                    | Top 100 Airplay               | Nielsen Chile/IDERE/Monitec     | 16                |
| Chiny                    | Official Singles Chart        | IFPI                            | 17                |
| Chorwacja                | Official Singles Chart        | HRT                             | 3                 |
| Dania                    | Top 40 Singles                | Tracklisten                     | 12                |
| Europa                   | Hot 100 Singles               | Billboard                       | 17                |
| Europa                   | Official Airplay Chart        | IFPI                            | 13                |
| Filipiny                 | Official Singles Chart        | PARI                            | 1                 |
| Holandia                 | Dutch Top 40                  | MegaCharts                      | 12                |
| Holandia                 | Mega Single Top 100           | MegaCharts                      | 13                |
| Indonezja                | Official Singles Chart        | LIMA                            | 6                 |
| Irlandia                 | Official Airplay Chart        | IFPI                            | 6                 |
| Irlandia                 | Top 50 Singles                | IRMA                            | 12                |
| Japonia                  | Top 100 Singles               | Oricon                          | 15                |
| Kanada                   | Canada Hot AC                 | Billboard                       | 6                 |
| Kanada                   | Top 200 Singles               | Nielsen SoundScan               | 9                 |
| Kanada                   | Top 100 Airplay               | BDS                             | 10                |
| Kostaryka                | Official Airplay Chart        | IFPI                            | 2                 |
| Luksemburg               | Top 40 Airplay                | RTL Télé Lëtzebuerg             | 3                 |
| Niemcy                   | Top 100 Airplay               | MusicTrace                      | 27                |
| Niemcy                   | Top 100 Singles               | Media Control Charts            | 11                |
| Nowa Zelandia            | Official Airplay Chart        | Radioscope                      | 21                |
| Nowa Zelandia            | Top 40 Singles                | RIANZ                           | 2                 |
| Rumunia                  | Top 100 Singles               | Music & Media                   | 9                 |
| Słowacja                 | Top 100 Singles               | IFPI                            | 45                |
| Stany Zjednoczone        | Adult Contemporary            | Billboard                       | 19                |
| Stany Zjednoczone        | Billboard Hot 100             | Billboard                       | 25                |
| Stany Zjednoczone        | Digital Songs                 | Billboard                       | 11                |
| Stany Zjednoczone        | Hot Dance Club Songs          | Billboard                       | 18                |
| Stany Zjednoczone        | Hot Dance Singles Sales       | Billboard                       | 2                 |
| Stany Zjednoczone        | Pop 100                       | Billboard                       | 19                |
| Stany Zjednoczone        | Pop 100 Airplay               | Billboard                       | 32                |
| Stany Zjednoczone        | Top 40 Mainstream (Pop Songs) | Billboard                       | 23                |
| Szwajcaria               | Top 100 Singles               | Schweizer Hitparade             | 11                |
| Szwecja                  | Top 60 Singles                | Sverigetopplistan               | 24                |
| Świat                    | United World Chart            | Media Traffic                   | 13                |
| Świat                    | World Chart Show              | High Energy Radio/Radio Express | 2                 |
| Węgry                    | Top 40 Airplay                | MAHASZ                          | 3                 |
| Wielka Brytania          | UK Official Airplay Chart     | OCC                             | 12                |
| Wielka Brytania          | UK Official Download Chart    | OCC                             | 13                |
| Wielka Brytania          | UK Singles Chart              | OCC                             | 17                |
| Włochy                   | Top 100 Airplay               | FIMI                            | 1                 |
| Włochy                   | Top 50 Singles                | FIMI                            | 8                 |

### Listy końcoworoczne
| Kraj            | Notowanie (2007) | Wydawca              | Pozycja |
| --------------- | ---------------- | -------------------- | ------- |
| Australia       | Top 100 Singles  | ARIA Charts          | 8       |
| Austria         | Top 75 Singles   | Ö3 Austria Top 40    | 73      |
| Holandia        | Dutch Top 40     | MegaCharts           | 78      |
| Niemcy          | Top 100 Singles  | Media Control Charts | 92      |
| Nowa Zelandia   | Top 40 Singles   | RIANZ                | 15      |
| Rumunia         | Top 100 Singles  | Music & Media        | 41      |
| Szwajcaria      | Top 100 Singles  | Schweizer Hitparade  | 46      |
| Wielka Brytania | UK Singles Chart | OCC                  | 74      |

## Sprzedaż i certyfikaty
| Kraj              | Wydawca | Certyfikat | Sprzedaż |
| ----------------- | ------- | ---------- | -------- |
| Australia         | ARIA    | platyna    | 70 000+  |
| Nowa Zelandia     | RIANZ   | złoto      | 10 000+  |
| Stany Zjednoczone | RIAA    | złoto      | 500 000+ |
| Wielka Brytania   | BPI     | srebro     | 200,000+ |

## Historia wydania
| Region            | Data            | Format                      |
| ----------------- | --------------- | --------------------------- |
| Stany Zjednoczone | 20 lutego 2007  | singel CD, digital download |
| Australia         | 7 kwietnia 2007 | singel CD, digital download |
| Europa            | 7 kwietnia 2007 | singel CD, digital download |

## Informacje dodatkowe
- „Candyman” znalazł się na wydanej przez UMe (Universal Music Enterprises) kompilacji 2008 Grammy Nominees, na którą złożyły się utwory nominowane do nagrody Grammy w 2008 roku.